# Un sussurro nel buio
Pour plus de détails, voir Fiche technique et Distribution.
Un sussurro nel buio est un film d'épouvante italien réalisé par Marcello Aliprandi et sorti en 1976.

## Synopsis
Dans une vieille villa de Vénétie vit le petit Martino avec ses parents Alex et Camilla, ses petites sœurs Matilde et Milena, et sa gouvernante Françoise. La famille serait heureuse si Martino n'avait pas un ami imaginaire du nom de Luca. Convaincus que Luca est un innocent fruit de l'imagination de Martino, les parents se prêtent au jeu de leur fils pendant un certain temps, mais des faits troublants, voire paranormaux, l'incitent à consulter un psychiatre. La mère se souvient d'un de ses enfants né prématurément et qui n'a vécu que quelques heures. Il s'appelait aussi Luca.

## Fiche technique
- Titre original italien : Un sussurro nel buio[1] (litt. « Un murmure dans l'obscurité »)
- Réalisation : Marcello Aliprandi
- Scenario : Nicolò Rienzi, Maria Teresa Rienzi
- Photographie :	Claudio Cirillo
- Montage : Gian Maria Messeri
- Musique : Pino Donaggio
- Décors : Giovanni Soccol
- Costumes : Francesca Terenzi
- Société de production : Cinemondial
- Société de distribution : Lia Film (Italie)
- Pays de production :  Italie
- Langue originale : italien
- Format : Couleurs - 1,85:1 - Son mono - 35 mm
- Durée : 100 minutes
- Genre : Film d'épouvante
- Dates de sortie :
  - Italie : 12 août 1976

## Distribution
- John Philip Law : Alex
- Nathalie Delon : Camilla
- Lucretia Love : Susan, l'amie de Camilla
- Joseph Cotten : psychiatre
- Adriana Russo : Clara, la femme de chambre
- Olga Bisera : Françoise
- Claudio Cirillo : le détective
- Alessandro Poggi : Martino
- Zora Velcova : la mère de Camilla.
- Susanna Melandri
- Simona Patitucci
- Pino Donaggio
- Margherita Sala

## Production
Un sussurro nel buio est écrit par le couple de scénaristes Nicolò Rienzi et Maria Teresa Rienzi. Le film est tourné en Vénétie au début de l'année 1976,. L'acteur principal John Phillip Law a déclaré que le thème du film a été développé pour exploiter le même filon que le film à succès Ne vous retournez pas (1973).

## Exploitation
Le film est distribué en salle en Italie par Lia Film le 12 août 1976. Il enregistre 223 748 entrées et rapporte un total de 171 391 126 lires lors de sa sortie nationale, ce que l'historien du cinéma italien Roberto Curti a qualifié de « décevant » au box-office Italie 1975-1976,.

### Accueil critique
Curti a déclaré que le film a obtenu « des éloges critiques modérés » à sa sortie. Tullio Kezich a admiré l'atmosphère fantastique bizarre du film, même si le film « pêche par ses extravagances [...] là où il aurait bénéficié d'un peu plus de retenue ». Giovanni Grazzini estime qu'avec ce film Aliprandi montre plus de « maturité » et malgré le fait qu'il ne se distingue pas en tant que réalisateur, il « assure le spectacle ».